# Steve Speirs
Pour les articles homonymes, voir Speirs.
Steve Speirs est un acteur britannique né le 22 février 1965 à Troed-y-rhiw, au Pays de Galles.

## Filmographie

### Cinéma
- 1996 : Rough Justice
- 1997 : House of America : La Tête
- 1998 : Martha, Frank, Daniel et Lawrence : le taxi
- 1999 : Star Wars, épisode I : La Menace fantôme : Capitaine Tarpals
- 1999 : Topsy-Turvy : M. Kent
- 2000 : Rancid Aluminium (en) : l'homme à la BMW
- 2000 : Married 2 Malcolm : Sam Tex
- 2001 : D'Artagnan : Porthos
- 2003 : Vacuums : Tinker
- 2004 : The Baby Juice Express : l'homme mystérieux
- 2006 : Opération Matchbox : Gustav Hansfeldt
- 2006 : Pirates des Caraïbes : Le Secret du coffre maudit : le quartier-maître d'Édimbourg
- 2006 : Eragon : Sloan
- 2007 : The Baker : Bryn
- 2007 : Dolphins : Social worker
- 2008 : Caught in the Act : Eric Jenkins
- 2008 : Cœur d'encre : Flatnose
- 2010 : Cemetery Junction : Sgt. Wyn Davies
- 2010 : Cadavres à la pelle : le portier de McMartin
- 2011 : Hunky Dory : M. Cafferty
- 2014 : Set Fire to the Stars : Mickey
- 2015 : The Bad Education Movie : Don

### Télévision
- 1989-1991 : We Are Seven : Albert Thomas (7 épisodes)
- 1993 : Screen One : Porter (1 épisode)
- 1995 : Goodnight Sweetheart : Phil (1 épisode)
- 1996 : The Detectives : Bruce (1 épisode)
- 1996 : Inspecteurs associés : Arthur Evans (1 épisode)
- 1996 : Murder Most Horrid : Hooper (1 épisode)
- 1996 : Cold Lazarus : le gardien de l'appartement de Blinda (1 épisode)
- 1997 : Drovers' Gold : Lewis
- 1998 : Keeping Mum (en) : Leonard (1 épisode)
- 1998 : Le Chevalier hors du temps : le chef armurier
- 1999-2005 : The Bill : Barry et Oliver Beauman (2 épisodes)
- 2000 : Cor, Blimey! : Bernard Bresslaw
- 2000 : The Scarlet Pimpernel (en) : Sergent Bibot (1 épisode)
- 2000-2006 : Holby City : Richard Price-Thomas, Jim Ellison (2 épisodes)
- 2002 : NCS Manhunt : Rafael Arrango (1 épisode)
- 2003 : Le Planificateur : Darren Westcoate
- 2003 : Absolute Power : Dave Pine (1 épisode)
- 2004 : Jonathan Creek : Herbie Bryant (1 épisode)
- 2004 : The Last Detective : Caradoc (1 épisode)
- 2004 : Making Waves : Andy Fellows (2 épisodes)
- 2004 : Tunnel of Love : le père Kimberley
- 2005 : Inspecteur Barnaby : Keith Carter (1 épisode)
- 2005 : Doctor Who : Strickland (2 épisodes)
- 2005 : Icône : Viktor Akopov (as Steven Speirs)
- 2005 : Extras : Dullard (1 épisode)
- 2006-2010 : Doctors : Dave Howells, Pete Machin (2 épisodes)
- 2007 : Flics toujours (New Tricks) : Dougie Taylor (1 épisode)
- 2008 : City of Vice : William Pentlow (5 épisodes)
- 2008 : Sharpe's Peril : Wormwood
- 2008-2009 : No Heroics : Norse Dave (6 épisodes)
- 2009 : The Courageous Heart of Irena Sendler : Piotr
- 2009 : Kröd Mändoon and the Flaming Sword of Fire : Loquasto (6 épisodes)
- 2009 : A Child's Christmases in Wales : Uncle Huw
- 2010 : Casualty : Stewart Kerr (1 épisode)
- 2010 : Miranda : Ray (1 épisode)
- 2011 : Benidorm : Uri (1 épisode)
- 2012 : Beautiful Day : Brian
- 2011-2012 : Sadie J : Steve (26 épisodes)
- 2012 : A Young Doctor's Notebook : Mikhail (1 épisode)
- 2012-2015 : Stella : Alan (39 épisodes)
- 2013 : Gangsta Granny : McClintock
- 2013-2014 : Big School : M. Barber (12 épisodes)
- 2014 : The Boy in the Dress : Peter
- 2016 : Upstart Crow : Richard Burbage